# Togianbrillenvogel
Der Togianbrillenvogel (Zosterops somadikartai) ist eine auf den nördlich von Sulawesi gelegenen Togianinseln Malenge, Talatakoh und Batudaka endemische Brillenvogelart (Zosterops). Er wurde 1997 von Mochamad Indrawan und seinem Kollegen Sunarto Sunarto entdeckt. Das Artepitheton ehrt den indonesischen Ornithologen Soekarja Somadikarta.

Verbreitungsgebiet (rot) des Togianbrillenvogels

## Merkmale
Der Togianbrillenvogel erreicht eine Körperlänge von 11 cm. Stirn und Vorderkopf (bis oberhalb der Augen) sowie die Zügel sind schwarz. Der nackte fleischige Orbitalring ist dunkel schiefergrau. Aus extremer Nähe betrachtet, sind einige winzige weiße Federn zu erkennen. Der Augenring ist schwarz befiedert. Die Oberseite ist vom Hinterkopf bis zum Rücken citrinfarben. Die Kopfseiten sind mehr olivgrün. Der Steiß ist gelb mit einer olivgrünen Tönung. Die Oberflügeldecken sind olivgrün. Die Schwung- und Schwanzfedern haben gelblicholivgrüne Ränder und schwärzliche Spitzen. Kinn und Kehle sind schwefelgelb.
Die Oberbrust ist hellgrau, Unterbrust und Bauch sind weiß. Der Bürzel ist schwefelgelb. Die Unterflügeldecken sind weiß. Die Iris ist dunkelrot. Der Schnabel ist schwarz, die Unterkieferbasis ist hell fleischfarben. Die Beine sind metallisch hornfarben. Durch Vergleiche mit Arten auf den Nachbarinseln wird vermutet, dass sich die Geschlechter ähneln. Die Jungvögel sind bisher unbeschrieben.

## Lebensraum
Der Lebensraum umfasst niedrige Sträucher in der Nähe von Mangroven, Gärten, Kokosnusshainen, sekundärem Gestrüpp (z. B. Lantana) in Wäldern mit Holzeinschlag in Lagen von Meereshöhe bis 100 m. Typische Ruheplätze befinden sich in 5 bis 15 m hohen Sträuchern, darunter Macaranga und größere Bambusse.

## Stimme
Der Gesang ist ein dünnes süßes Trillern, ähnlich dem des Sulabrillenvogels (Zosterops atrifrons), aber weniger moduliert. In den kleinen Gruppen ist ein Zwitschern zu hören.

## Lebensweise
Seine Nahrung besteht aus Insekten, einschließlich Raupen, die von Zweigen und unter Blättern gesammelt werden. Er geht paarweise oder in kleinen Schwärmen von bis zu fünf Individuen auf Nahrungssuche und sucht häufig dichte, niedrige Sträucher auf. Über sein Fortpflanzungsverhalten gibt es keine Informationen.

## Status
Der Togianbrillenvogel wird von der IUCN als potentiell gefährdet eingeschätzt. Er gilt als selten und örtlich begrenzt. Obwohl offenbar tolerant gegenüber Habitat-Störungen, wird es als empfehlenswert erachtet, den Erhaltungsstatus auf stark gefährdet festzulegen. Das Ausmaß und die Qualität des geeigneten Lebensraums auf den Togianinseln nimmt aufgrund von Konversion und Raubbau an den Ressourcen ab. In der Vergangenheit hat der Abbau von Mineralien und Gold Lebensraumverlust und -degradation verursacht. Es wird vermutet, dass in der Zukunft weitere Bergbauaktivitäten stattfinden könnten, möglicherweise unter dem Deckmantel von Anträgen zur Entwicklung von Palmölplantagen. Ölpalmenanträge, die in den Jahren 2012 bis 2013 eingereicht wurden, wurden durch Anwälte gestoppt, was 2014 zu einer lokalen parlamentarischen Entscheidung führte, die Palmölentwicklung auf der Insel ganz zu verhindern. Es besteht jedoch weiterhin die Gefahr, dass es angesichts der Isolation der Inseln und der Konzentration der politischen Macht in einem einzigen Distriktvorsteher zu einer groß angelegten Waldumwandlung kommen könnte.